# Quiproquo (série télévisée)
 (juillet 2025).
Quiproquo est une série télévisée belge de huit épisodes de 52 minutes de la RTBF, diffusée en 2025. Elle se situe dans le quartier du triangle à Charleroi et elle suit la rencontre entre Giulia, une avocate asociale, jouée par Myriem Akheddiou et l'ex-rappeur Likoz, Amine Hamidou, un jeune débrouillard qui tente de relancer une salle de concerts,,.

## Distribution
- Myriem Akheddiou : Giulia Di Pietro
- Amine Hamidou : Lykoz
- Léna Dalem : Nova
- Freddy Sicx : Guy
- Hamza Essalouh: Jason
- Nicolas Gob : Louis
- Stéphanie Van Vyve : Sophie
- Marie Kremer : Dolorès
- Baptiste Sornin  : Antoine  De Coster
- Simon Delecosse : Gilles

## Épisodes
|   | Titre                               | Date          | Réalisateur     | Scénaristes                                     |
| - | ----------------------------------- | ------------- | --------------- | ----------------------------------------------- |
| 1 | C'est temporaire                    | 11 mai 2025   | Maxime Pistorio | Camille Didion Étienne Bloc Christophe Beaujean |
| 2 | Win-Win-Win                         | 11 mai 2025   | Maxime Pistorio | Camille Didion Étienne Bloc Christophe Beaujean |
| 3 | La vérité sur le docteur Van Haeren | 18 mai 2025   | Maxime Pistorio | Camille Didion Étienne Bloc Christophe Beaujean |
| 4 | Idées Noires                        | 18 mai 2025   | Maxime Pistorio | Camille Didion Étienne Bloc Christophe Beaujean |
| 5 | Donnant-Donnant                     | 25 mai 2025   | Benjamin Viré   | Camille Didion Étienne Bloc Christophe Beaujean |
| 6 | Lilian                              | 25 mai 2025   | Benjamin Viré   | Camille Didion Étienne Bloc Christophe Beaujean |
| 7 | Il faut en finir avec marraine      | 1er juin 2025 | Benjamin Viré   | Camille Didion Étienne Bloc Christophe Beaujean |
| 8 | Lykoz & Associés                    | 1er juin 2025 | Benjamin Viré   | Camille Didion Étienne Bloc Christophe Beaujean |